# This Is My Love
This Is My Love (bra: Amor de Minha Vida) é um filme de drama estadunidense dirigido por Stuart Heisler e estrelado por Linda Darnell, Rick Jason, Dan Duryea, Faith Domergue, Connie Russell e Hal Baylor. Foi lançado em 11 de novembro de 1954, pela RKO Pictures.

## Elenco
- Linda Darnell como Vida Dove
- Rick Jason como Glenn Harris
- Dan Duryea como Murray Myer
- Faith Domergue como Evelyn Myer
- Hal Baylor como Eddie Collins
- Connie Russell como Ele mesmo
- Jerry Mathers como David Myer
- Susie Mathers como Shirley Myer
- Mary Young como Sra. Timberly
- William Hopper como Promotor Público
- Stuart Randall como Investigador
- Kam Tong como Harry
- Judd Holdren como Doutor Raines
- Carl Switzer como Cliente